# I Don’t Want a Lover
I Don’t Want a Lover – debiutancki singiel szkockiego zespołu Texas, pochodzący z ich pierwszego albumu Southside, wydany w roku 1989. Uplasował się na 8 miejscu oficjalnej listy UK Singles Chart. 17 marca 2023 Uzyskał status srebrnej przyznany przez British Phonographic Industry za sprzedaż 200.000 egzemplarzy.

## Lista utworów

### wersja 7" / Wielka Brytania / TEX 1 / 872 350-7[4]
| A. | "I Don’t Want a Lover" | 4:25  |
|    | Spiteri / McElhone     |       |
| B. | "Believe Me"           | 3:52  |
|    | Spiteri / McElhone     |       |
|    |                        | 08:17 |
|    |                        |       |

## Lista utworów (inne wersje)

### wersja 12" / Wielka Brytania / TEX 112 / 872 351-1[5]
| A.  | "I Don’t Want a Lover (Full Version)" |  |
|     | Spiteri / McElhone                    |  |
| B1. | "Believe Me"                          |  |
|     | Spiteri / McElhone                    |  |
| B2. | "All In Vain"                         |  |
|     | Spiteri / McElhone                    |  |

### wersja CD / Wielka Brytania / TEX CD1 / 872 351-2[6]
| 1. | "I Don’t Want a Lover (Full Version)" | 5:06  |
|    | Spiteri / McElhone                    |       |
| 2. | "Believe Me"                          | 4:00  |
|    | Spiteri / McElhone                    |       |
| 3. | "All In Vain"                         | 3:43  |
|    | Spiteri / McElhone                    |       |
|    |                                       | 12:49 |
|    |                                       |       |

## Miejsca na listach przebojów
| Lista                                | Pozycja |
| ------------------------------------ | ------- |
| UK (Official Charts Company)         | 8       |
| Francja (SNEP)                       | 11      |
| Niemcy (Offizielle Top 100)          | 18      |
| Holandia (Album Top 100)             | 50      |
| Nowa Zelandia (RIANZ)                | 11      |
| Szwajcaria (Schweizer Hitparade)     | 3       |
| Austria (Ö3 Austria Top 40 Longplay) | 9       |
| Belgia (Ultratop 50 Albums)          | 25      |
| Australia (ARIA Charts)              | 4       |
| Irlandia (IRMA)                      | 8       |
| USA (Billboard Hot 100)              | 77      |

## Twórcy
Źródło

### Skład podstawowy
- Sharleen Spiteri – śpiew, gitara
- Johnny McElhone – bass
- Ally McErlaine – gitara
- Stuart Kerr – perkusja, śpiew

### Gościnnie
- Eddie Campbell – instrumenty klawiszowe
- Giuliano Gizzi – gitara
- Mark Feltman – harmonijka
- Craig Armstrong – instrumenty klawiszowe
- Wix – instrumenty klawiszowe

### Personel
- Realizacja nagrań – Simon Vinestock
- Manager muzyczny – GR Management
- Producent – Tim Palmer (utwór 1), Kenny McDonald (utwór 2, 3)
- Zdjęcia – Pennie Smith
- Okładka – Bullitt